# Tuzex

Logo Tuzexu

Tuzex (nazwa stanowi skrót od określenia tuzemský export – eksport krajowy) – przedsiębiorstwo państwowe z siedzibą w Pradze, prowadzące sieć sklepów i kiosków walutowych w Czechosłowacji.

## Historia

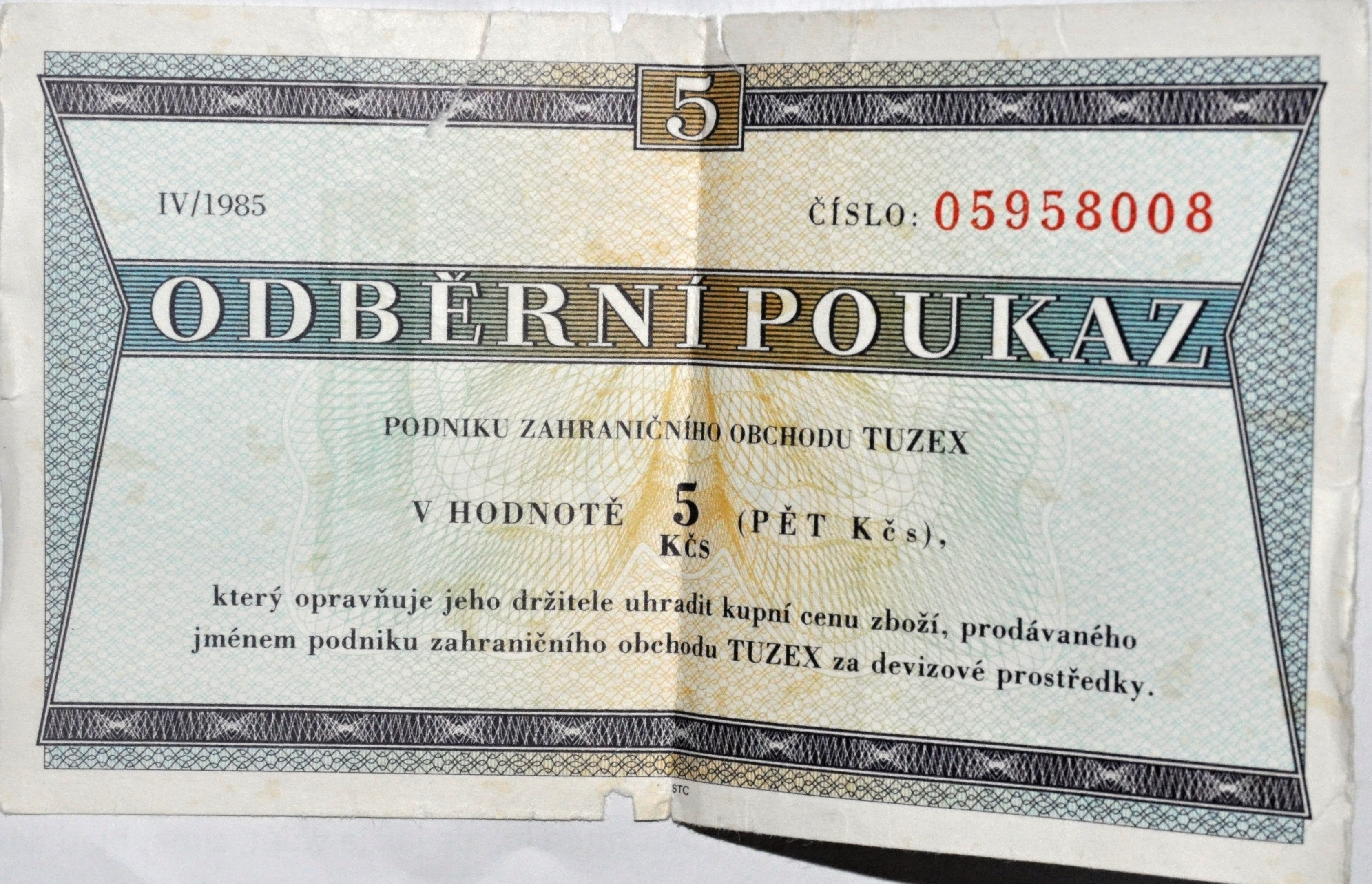
Bon o wartości 5 koron do realizacji w sklepach Tuzexu

W roku 1949 w Czechosłowacji powstała sieć sklepów Darex (skrót od: dárkový export), w których można było kupować towary deficytowe za waluty wymienialne. Przedsiębiorstwo Tuzex powstało na podstawie zarządzenia 122/1957 ministra handlu zagranicznego, początkowo jako spółka akcyjna, a w 1971 zostało przekształcone w przedsiębiorstwo handlu zagranicznego. Sklepy Tuzexu oferowały ekskluzywne towary krajowe, ale przede wszystkim towary importowane, które można było kupić za waluty wymienialne lub za bony (tuzexové poukázky, tuzexové koruny). Podobne przedsiębiorstwa funkcjonowały w innych krajach bloku komunistycznego (polski Pewex, niemiecki Intershop, węgierski Intertourist, rumuński Comturist, bułgarski Corecom). Uruchomienie sklepów Tuzexu miało prowadzić do pozyskania przez państwo obcych walut, znajdujących się w dyspozycji społeczeństwa. Pierwsze sklepy Tuzexu powstały w Pradze (ulica Palackého 13) i w Karlowych Warach, wkrótce także w kolejnych miastach Czechosłowacji. Oprócz klasycznych sklepów powstawały także kioski Tuzexu w hotelach należących do sieci Interhotel. 19 sierpnia 1991 przedsiębiorstwo zostało przekształcone w spółkę akcyjną TUZEX, a w 1998 przeszło w stan likwidacji.

## Działalność
Działalność Tuzexu odbywała się w ramach tzw. systemu duty free – sprzedaż towarów nie była obciążona cłem, ani obowiązującym w tym czasie podatkiem obrotowym, co oznaczało bardzo niski poziom cen w porównaniu z cenami istniejącymi w obszarze wolnorynkowym (ale nie z cenami w Czechosłowacji). W sklepach Tuzexu nie można było płacić koronami czechosłowackimi. Bony uprawniające do zakupu w Tuzexie emitował Bank Państwowy Czechosłowacji (Státní banka československá), skąd trafiały do innych banków i przedsiębiorstw państwowych. Bony były ważne przez okres sześciu miesięcy od daty ich wydania. Według kursu państwowego za jedną tuzexovą korunę bank płacił dwie korony czechosłowackie. Na czarnym rynku płacono pięć koron czechosłowackich za jedną tuzexovą korunę. Handlem walutą i bonami zajmowali się cinkciarze (vekslák), gromadzący się wokół sklepów i kiosków Tuzexu.

## Asortyment
W latach 1970–1990 sklepy Tuzexu dostarczały większość deficytowych artykułów elektronicznych i kosmetyków, a także żywność, ubrania i samochody. Sklepy samochodowe Tuzexu działały w Pradze, Bratysławie i Koszycach. Oferowały początkowo Citroeny GS i Volvo 360 GL, z czasem do listy oferowanych samochodów dołączono samochody Fiat, a także modele Ford Escort, Peugeot 205/309 i Renault 5. Samochody w Tuzexie kupowali głównie artyści i sportowcy.